# Джон Прітчард (веслувальник)
Джон Прітчард  (англ. John Pritchard, 30 листопада 1957) — британський веслувальник, олімпійський медаліст.

## Виступи на Олімпіадах
| Олімпіада         | Дисципліна                     | Місце |
| ----------------- | ------------------------------ | ----- |
| Москва 1980       | вісімка розстібна зі стерновим | 2     |
| Лос-Анджелес 1984 | вісімка розстібна зі стерновим | 5     |

## Зовнішні посилання
- Досьє на sport.references.com [Архівовано 6 лютого 2012 у Wayback Machine.]

1. ↑  John Pritchard